# Рибич, Владимир
Вла́димир Ри́бич (серб. Владимир Рибић; 28 марта 1981, Белград, СФРЮ) — сербский футболист, нападающий.

## Биография
Выступал за сербские клуб «Бежания» и «Раднички» из Обреноваца. Зимой 2004 года перешёл в киевский «Арсенал». В чемпионате Украины дебютировал 20 марта 2004 года в матче против бориспольского «Борисфена» (2:0). В команде не смог закрепиться сыграв всего 14 матчей. С 2007 года по 2008 год выступал за казахстанский «Кайрат». Летом 2009 года перешёл в «Чукарички».